# Бану Ханифа
Бану Ханифа (арап. بنو حنيفة‎‎) је било древно арапско племе које насељавало подручје Ел Јамаме у централном региону данашње Саудијске Арабије. Племе је припадало великој групи северних арапских племена Раби'а, која је укључивала и племена Аназа, Абдул Кајс, Бакр и Таглиб. Иако класични арапски генеалогисти сматрају ово племе хришћанским огранком племена Бани Бакр, они су водили независно постојање пре појаве ислама.

## Предисламски период
Чини се да су чланови племена били углавном седентарни пољопривредници у зору ислама, који су живели у малим насељима дуж вадиса источног Наџда (познатог тада као Ел Јамама), посебно долине Ел-'Ирд, који је касније понео њихово име (види Вади Ханифа). Извори као што је Јакутова енциклопедија из 13. века приписују им оснивањем градова Хадџра (претходника данашњег Ријада) и Манфухе, а заслужни су и за житнице Ел Харџа. Према легенди, племе се преселило у Ел Јамаму из Хиџаза након првобитних становника региона, изумрли су народи Тасм и Џадиса су биле десетковани ратом.

## Период за време Мухамеда
Током Мухаммедовог доба, племе Бану Ханифа било је укључено у војни сукоб са њим. Мухамед је наредио експедицију Мухамеда ибн Маслама у јулу, 627. у Мухараму, 6АХ.
Један одред од тридесет муслимана под вођством Мухамеда бин Маслама био је упућен у војну мисију. Они су кренули ка насеобинама племена Бану Бакр и осталих племена из тог братства. Муслимани су напали то братство и распршили их у свим правцима. Велики плен (ратни плен) је заробљен и муслимани су се вратили са вођом племена Бану Ханифа, који се звао Тумама бин Утал Ел Ханифи.

Мухамедови пријатељи су га везали за стуб џамије. На питање које је поставио Мухамед, Тхмама је говорио: "Ако бисте некога убили, онда бисте морали изабрати неког ко је племенитог порекла, ако бисте били милостиви, онда нека то буде према захвалном човеку и ако сте били да тражите новац, мораоли бисте то тражити од великодушног човека. " Поновио је то три пута у три различите прилике. По трећи пут, Мухамед је наредио да се ослободи и он касније прешао у ислам.

## Исламски период
Племе Бану Ханифа је одиграло важну улогу у раној исламској историји. Око 632. године, према традиционалним муслиманским хроничарима, послали су делегацију која се залагала за верност исламском пророку Мухамеду. Међу члановима делегације био је Мусајлима, који је, вероватно од онога што је тада видио, замишслио идеју да он може успешно испунити захтеве из пророчанства. Делегација је наводно, пре свог одласка, прихватила ислам и осудила хришћанство без икакве гриже савести.
Мухамед је умро убрзо након тога, а племе Бану Ханифа се одмах одрекало своје нове религије под вођством сопственог самопрокламованог пророка Мусајлима. Међутим, речено је да је Мусајлима прогласио своје пророчанство кратко пре Мухамедове смрти, тврдећи да је постао партнер Мухамеда у божанском откривењу. Овај, заједно са другим отпадничким покретима у Арабији, покренуо је ратове Рида, у којима су муслимани из Медине, под вођством првог калифа Ебу Бекра, подупирали побуњенике племена, али не пре неких великих губитака. Муслимани из Медине били су у стању да поразе Бану Ханифу само у трећем покушају убијањем Мусајлиме у бици код Акрабе, неких 30 km северно од данашњег Ријада, а остатак Бану Ханифа је тада успоставио мир са муслиманима и поново се придружио новој исламској држави.

## Омејадски и Абасидски период
Због своје улоге у покрету Апостазије, члановима Бану Ханифа је првобитно било забрањено да учествују у раним муслиманским освајањима од стране првог калифа Ебу Бекра. Забрану је укинуо наследник Ебу Бекра Умар, а чланови Бани Ханифа су се касније прикључили муслиманским снагама у Ираку, а неки су се населили у градовским гарнизонима као што је Куфа.
Племена из Бану Ханифа су такође снабдевала људством редове побуњеничких покрета попут Хариџита. Један члан племена по имену Наџдах ибн 'Амир, чак је основао краткотрајну државу Хариџита у Ел Јамама током периода Омејада. Након тога, чини се да је племе наставило свој предисламски пољопривредни начин живота, што је навело чувеног песника из Омејадског периода Џарир ибн Атија да их исмева у очаравајућем сатиричком стиху за избор "скромног" живота земљорадника над "славним" животом арапског номада и оптужујући их за кукавичлук и неспособност у борби. Други, попут књижевног критичара Ел Џахиза из 8. века, изразили су дивљење према њиховој војној моћи, и тиме што су они били опкољени непријатељским племенима из свих праваца. Ел-Џахиз, међутим, такође са радозналошћу упозорава да племе није произвело готово никаквих песника без икаквог угледа. Чини се да су племена мала пасторална бедуинска секција, која се помињу само од стране муслиманских извора, придружила остатку бедуина Бакра и Аниза у северној Арабији и јужном Ираку, у неком тренутку након појаве ислама према историлару Ел Табарију.
Вероватно је због наслеђа ратова Рида и Наџдахових Хариџита, Омејади и Абасиди су били сигурни да никада неће поставити ниједног члана племена за гувернера у његовој матичној покрајини Јамама. У 9. веку, династија Алида Банула Ухаидира дошла је на власт у Ел Јамами, побегавши тамо из своје родне Меке. Према Јакут-у и другима, владавина Ухаидирита била је окрутна за Бани Ханифу, што је навело многе од њих да оду у Басру у Ираку, и до Горњег Египта, где извори попут Ел Јакубија из 9. века тврде да је Бани Ханифа формирао већину становништва долине Вади ел Алаки, близу Асуан-а, раније се преселивши тамо са својим женама и децом. Тамо су радили у рудницима злата, а према Јакуту, "султан ел Алакија" био је мушкарац из Бани Ханифа.
Географи као што су Ел Хамадани из 10. века и Јакут из 13. изгледа да указују на то да је племе Бани Ханифа још увек боравило на својим наследним земљама у време њиховог писања, иако се чини да је до тада било мало политичке моћи, а многи од њихових старих насеља су преузела друга племена, као што су Бани Тамим и Бани 'Амир. Јакут, међутим, извештава да су још увек чинили већину у главном граду Ел Јамаме, Хадџру, иако је по свему судећи могао да о томе извештава и из неког од ранијих извора.

## Период од 13. века надаље
Међутим, у 14. веку, Ибн Батута, који говори о својој посети Хадxr, такође наводи да је већина његових становника из Бану Ханифа, па се чак наводи да се и сам тридружио придружио њиховом емиру, једном Туфаилу ибн Ганиму, на ходочашцу у Меку. Мало другачије гласине за племе Бану Ханифа, осим бројних кланова у региону Вади Ханифа даје Џабр ибн Сајар, владар оближњег Ел Касаба, у свом кратком рукопису из 17. Века о генеалогији народа који живе у Наџду. Пошто такав рукопис није доступан за верификацију нити се може наћи таква процена забележена у историји, основа или валидност овог извора је у најбољем случају сумњива. Међутим, и даље се тврди да је један такав клан који је спомињао Ибн Сајар био Мрудах, међу којима су се касније појавили садашњи владари Саудијске Арабије, клан Ел Сауда. Већина ових кланова које је спомињао Ибн Сајар, данас међутим, тврде да су чланови великог племена "Аниза" или "Ва'ил", наводећи да су родоначелници оба племена "Аниза и Ханифа". Научници као што је Хамад Ел Џасир приписују ово потребама да се удруже са јачим бедоуинским племеном, и да је "Аниза изабрана због заједничког порекла.